# سوغات فرنگ (فیلم ۱۳۸۵)
سوغات فرنگ فیلمی به کارگردانی کامران قدکچیان با بازی رامبد جوان، شیلا خداداد و مجید صالحی، محصول سال ۱۳۸۴ است.
این فیلم از «فیلم فری دست‌قشنگ» به کارگردانی «مهدی فخیم زاده» کپی برداری شده است.

## خلاصه داستان
فرشته سازگار (شیلا خداداد) و همسرش فرهاد (حسام نواب صفوی) به ایران بازمی‌گردند. فرشته در فرودگاه متوجه می‌شود که همسرش در ایران زن و بچه داشته و متهم به کلاهبرداری است. او با یک راننده تاکسی به نام فریدون آشنا می‌شود و فریدون به گمان این که او دختری خارجی است، فرشته را با خود به خانه می‌برد…

## بازیگران
- رامبد جوان
- مجید صالحی
- شیلا خداداد
- حسام نواب صفوی
- آناهیتا نعمتی
- سیروس ابراهیم زاده
- رابعه اسکویی
- محسن قاضی مرادی
- سعید پیردوست
- ملکه رنجبر
- شیوا خنیاگر
- مهوش وقاری
- مصطفی راد